# 真·凤舞九天
真·凤舞九天（1992年12月9日—），本名杨帆，中国大陆科普作家，化学科普工作者，北京2013年度科学达人，Bilibili知名up主。

## 个人经历
1992年12月9日，杨帆出生于呼和浩特市。其母亲是美术老师，受其影响，杨帆热爱绘画，曾在2002年拿到中美友好绘画大赛的金奖。
2008年，杨帆进入内蒙古师大附中学习，并任学校图书馆的图书管理员，这使得他有机会接触许多课外化学知识。在高二时，他决定走艺考生道路上大学。
2011年3月，杨帆通过了北京电影学院的专业考试。6月，参加高考，并在考试中获得化学满分的成绩。
2011年8月，杨帆推出《疯狂化学1》，此次视频的发布在网上引起了强烈反响，杨帆有了自己的粉丝。
2012年2月26日，杨帆当选百度化学吧吧主。同年，参加国际化学品制造联合会主办的全国高校化学视频大赛并获奖。
2013年10月1日，《疯狂化学2：元素奇迹》首映。
同年，参加北京市科学达人秀并获得亚军，由此获得北京市2013年度“科学达人”称号。
2014年7月28日，卸任化学吧吧主。
2015年，自北京电影学院毕业。同年8月，出版其第一本科普图书《疯狂化学》。
2016年7月9日，同中国科协及新华网合作，开始发布其新的科普视频作品《实验室的魔法日常》系列。截止2018年1月6日，《实验室的魔法日常》完结，其网络累计播放量达600万以上。
2018年6月，他宣布他将发布新的科普书籍《实验室的魔法手册》和科普视频《解构自然》系列。

## 作品

### 科普视频
| 视频名称                          | 主题              | 发布日期      | 播放量 | 播放量    | 备注                          |
| 视频名称                          | 主题              | 发布日期      | 优酷   | Bilibili  | 备注                          |
| --------------------------------- | ----------------- | ------------- | ------ | --------- | ----------------------------- |
| 《疯狂化学》                      | 化学科普          | 2011年8月     | 失效   |           |                               |
| 《疯狂化学1.5》                   | 化学科普          |               | 11.6万 | 1.7万补档 |                               |
| 《苯——向凯库勒致敬》              | 化学科普          | 2012年2月20日 | 2.9万  |           |                               |
| 《疯狂化学2：元素奇迹》           | 化学科普          | 2013年9月30日 | 17.1万 | 33.4万    |                               |
| 《水色多米诺》                    | 环境保护          |               |        | 2.3万补档 |                               |
| 《实验室的魔法日常》系列(又名DEC) | 化学科普 趣味实验 | 2016年7月9日  |        | 逾500万   | 同中国科协和新华网合作 已完结 |
| 《解构自然》系列                  | 物理科普          | 2018年6月16日 |        |           | 已完结                        |
| 《浮声切响》                      | 方言调查 粉丝见面 | 2018年9月5日  |        |           |                               |

### 科普图书
| 图书                 | ISBN                                     | 出版社         |
| -------------------- | ---------------------------------------- | -------------- |
| 《疯狂化学》         | 978-7-115-39166-7 （页面存档备份，存于） | 人民邮电出版社 |
| 《实验室的魔法手册》 | 978-7-115-50544-6                        | 人民邮电出版社 |

## 影响
仅在Bilibili上，真·凤舞九天有约四十五万粉丝。在贴吧上，其粉丝被称为“萌凤”。
其科普视频《疯狂化学》系列被众多教师用于教学参考。2017年Bilibili拜年祭开始前曾播放《疯狂化学2》,2018年Bilibili拜年祭开始前曾播放《实验室的魔法日常》.
| 网站     | 网站                                | 粉丝数   | 播放数   |
| -------- | ----------------------------------- | -------- | -------- |
| 百度贴吧 | 萌凤吧                              | 10,189   | ——       |
| 百度贴吧 | 真·凤舞九天                         | 10,258   | ——       |
| 新浪微博 | 真-凤舞九天                         | 约16,600 | ——       |
| Bilibili | 真·凤舞九天 （页面存档备份，存于）  | 约45.6万 | 约3302万 |
| 优酷     | 真、凤舞九天 （页面存档备份，存于） | 约4200   | 约68万   |

## 评价
- 中科大特任副研究员、《美丽化学》作者梁琰称，中国科普事业需要更多像杨帆这样的对科学有热情的跨界人才。[1]

## 延伸閱讀
. www.sohu.com.   [2017-08-16]. （原始内容存档于2017-08-21）.